# Hans Arnsperger
Hans Rudolf Emil Ludwig Arnsperger (* 4. Oktober 1872 in  Karlsruhe; † 8. Februar 1955 ebenda) war ein deutscher Internist.

## Werdegang
Arnsperger kam als zweiter von drei Söhnen der Eheleute Carl Ludwig Friedrich Arnsperger (1837–1907) und Rosa Ernestine Wilhelmine Arnsperger, geb. Bischoff-Deurer (1840–1877), zur Welt. Sein Vater war Ministerialrat im badischen Ministerium des Innern. Sein Bruder Walther (1871–1902) war Privatdozent für Philosophie in Hannover, sein Bruder Ludwig (1877–1970) Chirurg.
Er studierte Medizin in Freiburg, München und Heidelberg. Am 11. März 1896 erhielt er die Approbation, am 17. Juli 1896 wurde er promoviert. Ab 1897 war er Assistent am Krankenhaus Moabit. Er kam dann an das Pathologische Institut und am 1. Oktober 1898 an die Medizinische Klinik in Heidelberg, wo er sich 1903 habilitierte. Er hielt ab 1904 Vorlesungen über medizinische Röntgenkunde und wurde 1909 zum außerordentlichen Professor für Innere Medizin ernannt.
1910 wechselte er als dirigierender Arzt an das Stadtkrankenhaus Dresden-Friedrichstadt.

## Veröffentlichungen (Auswahl)
- Ueber verästelte Knochenbildung in der Lunge. G. Fischerer, Jena 1896 (zugleich Dissertation, Universität Jena 1896).
- Die Aetiologie und Pathogenese der Aortenaneurysmen. Lippert & Co., Naumburg an der Saale 1903 (zugleich Habilitationsschrift, Universität Heidelberg 1903).
- Die Röntgenuntersuchung der Brustorgane und ihre Ergebnisse für Physiologie und Pathologie. Vogel, Leipzig 1909.
- Der gegenwärtige Stand der Pathologie und Therapie des Gallensteinkrankheit. Marhold, Halle an der Saale 1911.
- Die Röntgenuntersuchung des Magen-Darmkanales und ihre Ergebnisse für Physiologie und Pathologie. Vogel, Leipzig 1912.